# Berni Rodríguez
Bernardo Rodríguez Arias (ur. 7 czerwca 1980 w Máladze) – hiszpański koszykarz, rzucający obrońca. Srebrny medalista olimpijski z Pekinu. Aktualnie zawodnik Unicajy Málaga.
W ACB debiutował właśnie jako zawodnik Malagi w 1999. Z tym klubem wywalczył mistrzostwo Hiszpanii (2006), puchar tego kraju (2005) oraz Puchar Koracza (2001).
W 2002 roku przystąpił do draftu NBA, ale nie został wybrany przez żaden z zespołów.
Mierzący 197 cm wzrostu zawodnik od kilku sezonów ma miejsce w zespole narodowym. Sięgnął po złoto MŚ 2006, w 2007 wywalczył srebro na mistrzostwach Europy. Uczestnik igrzysk olimpijskich w Pekinie w 2008 roku.

## Osiągnięcia

### Klubowe
- Zdobywca Pucharu Koracia (2001)
- Mistrz Hiszpanii (2006)
- Zdobywca Pucharu Hiszpanii (2005)
- uczestnik ACB All-Star Game (2001)

### Reprezentacja
- Mistrz Świata (2006)
- Wicemistrz olimpijski (2008)
- Wicemistrz Europy (2007)
- Mistrz Europy U–18 (1998)
- Mistrz świata U–19 (1999)
- Brązowy medalista mistrzostw Europy U–20 (2000)